# Lijst van voetbalinterlands Bahrein - Sri Lanka
Deze lijst van voetbalinterlands is een overzicht van alle officiële voetbalinterlands tussen de nationale teams van Bahrein en Sri Lanka (dat van 1948 tot 1972 Ceylon heette). De landen hebben tot nu toe twee keer tegen elkaar gespeeld. De eerste ontmoeting, een kwalificatiewedstrijd voor de Azië Cup 1972 werd gespeeld in Bangkok (Thailand) op 20 december 1971. Het laatste duel, een vriendschappelijke wedstrijd, vond plaats op 11 september 1979 in Seoel (Zuid-Korea).

## Wedstrijden
| № | Plaats  | Datum             | Competitie                 | Wedstrijd           | Uitslag |
| - | ------- | ----------------- | -------------------------- | ------------------- | ------- |
| 1 | Bangkok | 20 december 1971  | Azië Cup 1972 kwalificatie | Bahrein − Ceylon    | 3 − 0   |
| 2 | Seoel   | 11 september 1979 | Vriendschappelijk          | Bahrein − Sri Lanka | 1 − 0   |

## Samenvatting
| Competitie            | Totaal gespeeld | Winst Bahrein | Gelijk | Winst Sri Lanka | Doelsaldo Bahrein – Sri Lanka |
| --------------------- | --------------- | ------------- | ------ | --------------- | ----------------------------- |
| Azië Cup-kwalificatie | 1               | 1             | 0      | 0               | 3 − 0                         |
| Vriendschappelijk     | 1               | 1             | 0      | 0               | 1 − 0                         |
| Totaal                | 2               | 2             | 0      | 0               | 4 − 0                         |

Wedstrijden bepaald door strafschoppen worden, in lijn met de FIFA, als een gelijkspel gerekend.